# Pharsalia
Pharsalia – miasto w Stanach Zjednoczonych, w stanie Nowy Jork, w hrabstwie Chenango.